# انقلاب 1992 في سيراليون
في 29 أبريل 1992، وقع انقلاب عسكري في سيراليون. قاد الانقلاب مجموعة من الضباط العسكريين الشباب بقيادة الكابتن فالنتين شتراسر البالغ من العمر 25 عامًا. استولى شتراسر على الحكومة، وأقال الرئيس جوزيف سيدو موموه.

## خلفية
كانت سيراليون محكومة منذ عام 1968 من قبل "مؤتمر عموم الشعب"، الذي أصبح الحزب القانوني الوحيد بعد استفتاء دستوري في عام 1978 يُشتبه في أنه تم تزويره. انتشر الفساد وسوء الإدارة في عهد موموه وسلفه سياكا ستيفنز.
في مارس 1991، انغمست البلاد في الحرب الأهلية، مما أدى إلى تحريض الحكومة ضد مجموعة المتمردين السيراليونية (الجبهة الثورية المتحدة) التي يقودها فوداي سنكوح. عانى جنود الحكومة في الخطوط الأمامية من نقص الإمدادات والتغذية، واشتكى البعض من أنهم لم يتلقوا رواتبهم لمدة ثلاثة أشهر. شهد الكابتن شتراسر الظروف المؤسفة بشكل مباشر، حيث تم تكليفه بوحدة تُقاتل المتمردين. عندما أُصيب بشظية، استاء عندما وجد أنه لا يمكن إجلاؤه.

## تفاصيل الانقلاب
نظم شتراسر وضباط صغار آخرون انقلابًا. أخذوا قافلة إلى العاصمة فريتاون، واستولوا على مقر الولاية، حيث يقع مكتب الرئيس موموه، على الرغم من أن موموه لم يصل بعد. استعادت القوات الموالية قصر الرئاسة لفترة وجيزة، لكنها سرعان ما سقطت في أيدي المتمردين. عندما تم العثور على موموه، تم إرساله إلى المنفى بطائرة مروحية إلى غينيا.

## بعد الانقلاب
جوزيف أوبالا، المؤرخ الأمريكي الذي قضى معظم حياته البالغة في البلاد، تم اعتقاله وإرساله إلى السفير الأمريكي لمعرفة ما إذا كانت الحكومة الأمريكية ستعترف بالنظام الجديد. صرّح السفير الأمريكي من أصل أفريقي جوني يونغ أنه على الرغم من عدم القيام بذلك بشكل عام، إلا أنه سيتم إجراء استثناء في هذه الحالة لأن الحكومة السابقة لم يتم انتخابها ديمقراطيًا وأيضًا بسبب الحالة اليائسة للبلاد.
مُنعت جميع الأحزاب السياسية، وتمّ حلّ البرلمان. كما تم تشكيل المجلس الوطني الحاكم المؤقت كحكومة جديدة.